# Eleutherodactylus caribe
Eleutherodactylus caribe é uma espécie de anfíbio  da família Eleutherodactylidae.
É endémica do Haiti.
Os seus habitats naturais são: florestas de mangal tropicais ou subtropicais.
Está ameaçada por perda de habitat.